# Triángulo femoral
El triángulo de Scarpa, triángulo femoral, es un punto de referencia anatómico situado en el tercio superior de la cara anteromedial del muslo. Fue descrito por el médico y anatomista Antonio Scarpa.

## Límites[1]

### Límites
- Borde superior (base): Ligamento inguinal.
- Borde interno o medial : Músculo aductor largo del muslo o músculo aductor medio.
- Borde externo o lateral : Músculo sartorio.

### Suelo
- Medial o interno por el músculo pectíneo y aductor medio.
- Lateral o externo por el músculo psoas-ilíaco.

### Techo
- Fascia cribiforme.

## Contenido
- Vena femoral
- Arteria femoral
- Nervio femoral
- Ganglios linfáticos inguinales

Para recordar el contenido del triángulo, existe una mnemotecnia: de medial a lateral es "V-A-N" (Vena, Arteria y Nervio) y desde lateral hacia medial, la regla es "NAVeGan" (Nervio, Arteria, Vena y Ganglio linfático).
Vaina femoral: en el triángulo femoral, la arteria y vena femorales y los ganglios linfáticos están rodeados por un manguito en forma de embudo (vaina femoral), que se continúa a nivel superior con la fascia transversal y la fascia ilíaca del abdomen. Se fusionan a nivel inferior con el tejido conjuntivo de los vasos. Cada una de las estructuras rodeadas por la vaina está contenida dentro de un compartimento fascial independiente. El nervio femoral es lateral y no está contenido dentro de la vaina femoral.

## Importancia médica
La arteria femoral puede palparse en el triángulo femoral justo por debajo del ligamento inguinal y a medio camino entre la espina ilíaca anterosuperior y la sínfisis del pubis. Procedimientos invasores importantes, como la angiografía, las punciones arteriales y venosas, y el abordaje quirúrgico en el tratamiento de la hernia femoral son llevados a cabo a través de esta región, siendo necesario tener un profundo conocimiento de la topografía regional.